# Catedral de Chartres
La catedral de Chartres (también, catedral de la Asunción de Nuestra Señora) (en francés, Cathédrale de l'Assomption de Notre-Dame) es una iglesia catedral de culto católico bajo la advocación de santa María (Nuestra Señora) en la ciudad de Chartres, en el departamento francés de Eure y Loir, unos 80 kilómetros al sudoeste de París. Asimismo, es la sede de la diócesis de Chartres, en la Archidiócesis de Tours.[cita requerida]
Esta catedral, iniciada en 1194, marcó un hito y desarrolló una fase de plenitud en el dominio de la técnica y el estilo gótico, y estableció un equilibrio entre ambos. Es sumamente influyente en muchas construcciones posteriores que se basaron en su estilo y sus numerosas innovaciones, como las catedrales de Reims y de Amiens, a las que sirvió de modelo directo.[cita requerida] El historiador medievalista José Luis Corral la ha calificado como «el ejemplo más preciso y más precioso de la arquitectura gótica».
En 1979, fue declarada Patrimonio de la Humanidad por la Unesco.[cita requerida]

## Historia

Alzado de la fachada principal

### Antecedentes
Existe una leyenda que narra la elección del emplazamiento de Nuestra Señora de Chartres como de origen divino y mariano, muy probablemente forjada en el siglo XIV por los cánones de la catedral.
Hacia 1420, el predicador Jean de Gerson se basó tal vez en esta leyenda para evocar una antigua gruta ocupada por druidas carnutes (pueblo del que deriva el nombre de la ciudad) cien años antes de la era cristiana. Según él, esta gruta estaría dedicada a "la Virgen que debe dar a luz", una estatua de la diosa madre druídica, y habría servido de santuario a los primeros cristianos en época romana (puesto que la estatua portaba la inscripción de "Virgini partituriae"). Este mito sobre los druidas comienza a constituirse en una corriente más amplia que hace abandonar la anterior leyenda del origen troyano de los pueblos francos, para volver a una tradición gala. El mito se popularizó en el siglo XVII, gracias al abogado al Parlamento de París, Sébastien Rouillard, quien fue peregrino al santuario de Chartres en 1608, y se desarrolló durante siglos a partir de compilaciones.
A pesar de todo, el mito del origen druídico del santuario ha ido integrándose progresivamente en la historiografía religiosa local, hasta llegar a parecer una verdad histórica. La estatua identificada en la leyenda como "la Virgen que debe dar a luz" es sin embargo una estatua de la Virgen María de origen románico (datada del siglo XII) (es a partir de este siglo cuando resurgió esta devoción en la iglesia cristiana occidental).
Según otras tradiciones tardías y legendarias que querían probar la anterioridad de la cristianización de Chartres sobre la de Sens y la anterioridad de una sede episcopal en relación con la otra, la construcción de la primera iglesia habría tenido lugar hacia el año 350. Llamada «catedral de Aventin», por el nombre del primer obispo de la ciudad, Aventin de Chartres que viviría hacia 350, habría sido probablemente construida a principios del siglo VI. La catedral original aún no estaría vinculada a un culto mariano, sino al de unos mártires locales (santos Piat, Cheron, Modesta y Potentianus) conocidos popularmente como los "Saints Forts". Estos mártires habrían sido arrojados a un pozo (el "Puits des Saints-Forts"). El pozo, probablemente de época galo-romana, estaba excavado en el interior de la muralla del oppidum carnute de Autricum, y pasaría más tarde a estar integrado en el edificio de la catedral (en la cripta).
La primera iglesia de que se tiene constancia se construyó alrededor del año 360. Esta desapareció en un incendio hacia 740 o 750 durante el saqueo de los visigodos de Hunaldo, duque de Aquitania. Una segunda catedral es destruida por los piratas normandos al mando del caudillo Hastein el 12 de junio de 858. El obispo Gisleberto reconstruyó y amplió esta iglesia. De esta queda una capilla que forma parte de la actual cripta. En esta época es cuando la catedral recibe la reliquia de la virgen, que aumentó la importancia del lugar.
La ciudad de Chartres fue un centro de culto mariano y peregrinación debido a la presencia en su catedral de la llamada Sancta Camisia, una reliquia traída desde Tierra Santa y cedida a la catedral por el rey Carlos el Calvo en 876, y que supuestamente es una prenda de la Virgen María (antiguamente se creía que era la túnica, pero en realidad correspondía al velo). Por este motivo, gozaba de un próspero comercio centrado en las ferias que se celebraban en las cuatro grandes festividades marianas del año: la Purificación (2 de febrero), la Anunciación (25 de marzo), la Asunción (15 de agosto) y la Navidad (25 de diciembre).
El 5 de agosto de 962, la iglesia de Gisleberto vuelve a ser destruida durante la guerra que enfrentó a Ricardo I, duque de Normandía con Teobaldo I de Blois, conde de Chartres. Se reconstruye parcialmente. En 1020 otro incendio destruye la catedral, tras lo cual el obispo Fulberto de Chartres inicia la construcción de la cripta de una nueva catedral románica.
Esta catedral fue construida rápidamente debido a una explosión de fervor religioso que motivó a cientos de penitentes a la construcción acarreando espontáneamente provisiones y materiales de construcción hasta las obras. Fulberto muere en abril de 1029, le sucede Geoffroy de Lèves quien consagra la catedral dos años más tarde y en 1037 se concluyen las obras.
El edificio que construyó el obispo Fulberto era una gran catedral en estilo románico que contaba con una enorme cripta que albergaba la famosa reliquia. Sobrevivió a un incendio en 1134. 
Alrededor del año 1150 se instalaron las vidrieras de la ventana de la Virgen Azul, la ventana de Jesé y la ventana de la Vida de Cristo.

### Construcción (1194-1220)
En 1194 otro gran incendio devastó gran parte de la ciudad de Chartres, incluida casi la totalidad de la antigua catedral románica. Del fuego de la noche del 10 de junio de 1194, causado por un rayo, sólo se salvaron la cripta y, en la fachada occidental, la torre sur y la base de la norte, los tres portales y los ventanales que hay encima. Al principio se tuvo el incendio como un castigo divino, pero al aparecer intacta en la cripta la prenda de la Virgen se pensó que era un signo para que se reconstruyera la catedral dándole un nuevo esplendor. A esto ayudó la presencia casual en la ciudad de un cardenal enviado por la Santa Sede que certificó el hecho de la salvación de la reliquia como milagroso. La reconstrucción fue generosamente financiada tanto por los Capetos, dinastía tradicionalmente vinculada a Chartres, como por el cabildo y los gremios locales.
En 1194 se empezó el proyecto de reconstrucción para reemplazar la antigua catedral con el innovador estilo con el que fue construida, y que significaría para muchos historiadores el comienzo del desarrollo y difusión del gótico clásico. Rápidamente se acometieron las obras de reconstrucción. Hacia 1220 el cuerpo principal estaba concluido, en un plazo de sólo unos 26 años, tiempo notablemente corto para una obra de estas características. Se empleó piedra local de unas canteras situadas a unos 8 km. Conserva del edificio anterior la cripta y la fachada oeste con el Pórtico Real. Fue consagrada solemnemente el 24 de octubre de 1260 en presencia del rey Luis IX el Santo.

### Edad Media
En la Edad Media la catedral funcionó como escuela, ya que Carlomagno había ordenado en el siglo IX que las catedrales y monasterios mantuvieran escuelas. Chartres obtuvo considerable fama por el estudio de la lógica, materia en la que para muchos rivalizaba con París. El escritor y filósofo inglés Juan de Salisbury recibió parte de su formación en Chartres.

### Edad Contemporánea
A diferencia de otros monumentos franceses el edificio no sufrió daños durante la Revolución francesa; pese a que el comité revolucionario había decidido su demolición el encargado de llevarla a cabo, un arquitecto local, la desaconsejó alegando que los escombros resultantes cegarían las calles circundantes.
Las restauraciones sucesivas también respetaron su diseño original, gracias a lo cual el edificio ha llegado a nuestra época en un estado de conservación muy superior a la mayoría de construcciones francesas de la época.
El 4 de junio de 1836 un incendio destruyó las cerchas de la techumbre de castaño danés. El arquitecto Edouard Baron la sustituyó por una estructura de hierro fundido cubierta por láminas de cobre, imitando la técnica usada en la catedral de Maguncia.
Durante la Segunda Guerra Mundial (1939-1945) los vitrales fueron desmontados y ocultados para evitar daños por parte de los bombardeos alemanes. Tras la ocupación los alemanes usaron la catedral como club social. El 16 de agosto de 1944, durante la intervención de las tropas norteamericanas en Chartres, la catedral fue salvada de la destrucción gracias al coronel americano Welborn Griffith (1901-1944), que cuestionó la orden que le dieron de destruir la catedral; esta orden se debió a que sus superiores creían que podía haber alemanes en su interior, pero él se ofreció voluntario para ir a comprobar si había soldados alemanes dentro, y acompañado por uno de sus hombres, pudo ver que la catedral estaba vacía, entonces hizo que sonaran las campanas de la catedral como una señal para que los americanos no dispararan, la orden de destrucción fue desconvocada. Notre-Dame de Chartres se había salvado. El Coronel Griffith murió en acción de combate ese mismo día cerca de Chartres, en la ciudad de Lèves. Fue condecorado a título póstumo con la  Cruz de Guerra 1939-1945 Croix de Guerre avec Palme, la Legión de Honor y la Orden Nacional del Mérito del gobierno francés y la Cruz de Servicios Distinguidos del gobierno estadounidense.

## Descripción

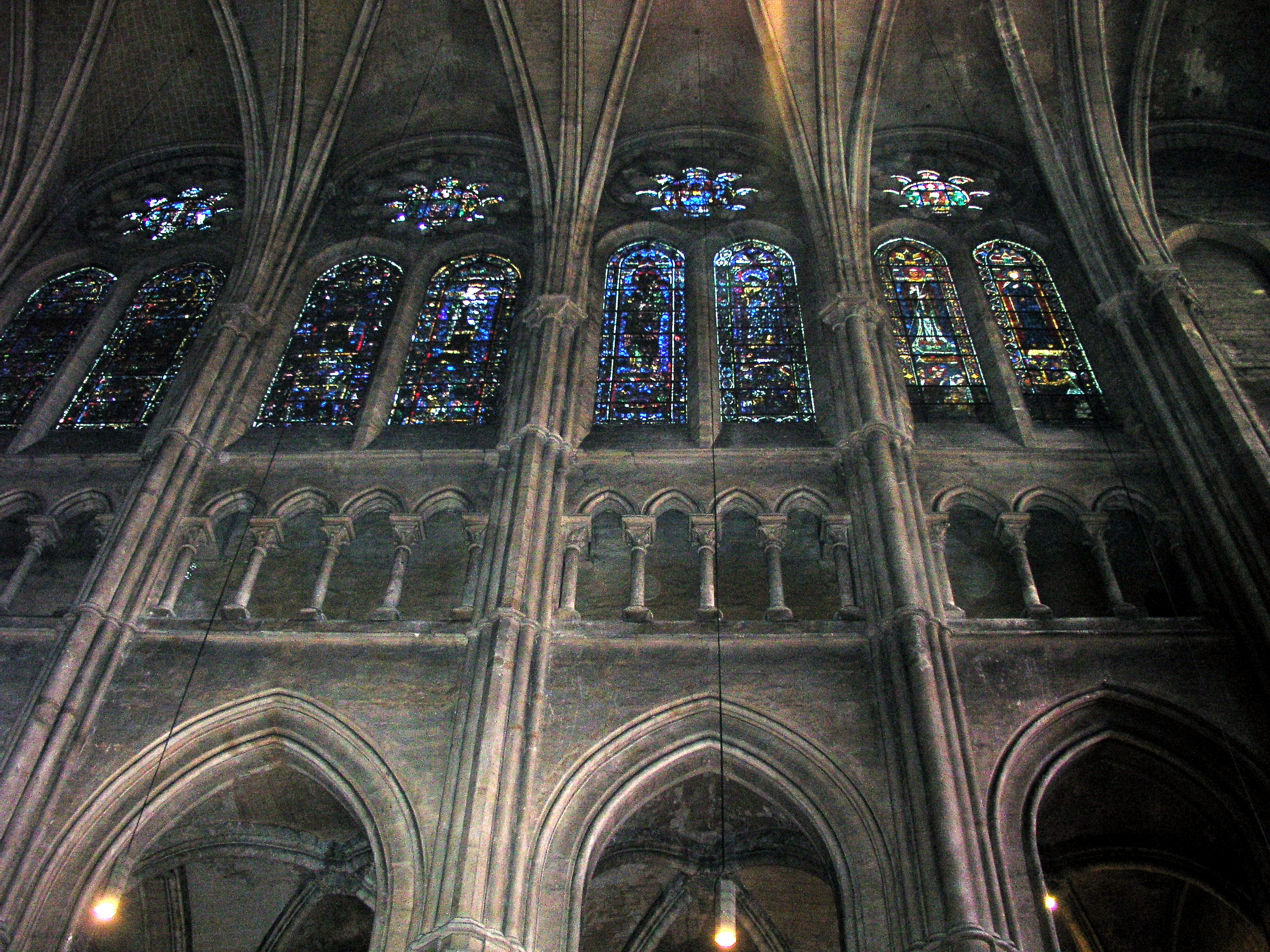
Nave principal y el triforio.

El edificio es de planta cruciforme con el cuerpo principal de 28 metros, organizado en tres naves. La cabecera, situada al este tiene un deambulatorio radial con cinco capillas semicirculares. La bóveda central tiene 36 m de altura, la más alta hasta la fecha cuando fue construida. Esta es cuatripartita y está soportada por arbotantes en el exterior.
La organización en tres naves es sumamente original para la época, con la central mucho más alta que las laterales. Esta dificultad constructiva se solía solventar levantando sobre las naves laterales una amplia tribuna cuya cubierta compensaba el peso de la bóveda central reforzando la estructura, como sucede en las catedrales de Laon o París. En Chartres se suprime la tribuna quedando solamente tres niveles en el alzado de la nave; arcadas, triforio y ventanales.
El Triforio es una pequeña galería que se construía en ocasiones sobre la galería y bajo los ventanales para aprovechar el espacio del tejado sobre la tribuna. En este caso tiene cuatro arcos por sección y es un contrapunto de horizontalidad y oscuridad a las arcadas y ventanales. Estos constan de dos vanos y un rosetón que repite la estructura de la puerta principal y que alberga los famosos vitrales de la catedral de Chartres, uno de los mejores conjuntos de vidrieras medievales que se conservan.

La altura y amplitud de las naves se debe a dos novedades constructivas. La primera fue el abandono de la bóveda sexapartita cuadrangular, que se había usado frecuentemente en el siglo XII en catedrales como la de Laon, en favor de la cuatripartita rectangular. La bóveda sexapartita se basaba en cuatro puntos de apoyo fuertes y dos débiles, lo que provocaba a veces una alternancia en el grosor de los soportes como en Sens y Noyon, si bien en París y Laon estos son uniformes. Los ábacos de los capiteles sostenían los haces de fustes de las columnillas adosadas conectando así los pilares con los nervios, pero esto causaba una excesiva fragmentación que se solucionó en Chartres creando un pilar acantonado consistente en un núcleo cilíndrico central rodeado de cuatro elementos más pequeños que conectan tanto con las cubiertas como con las arcadas que las separan. De ellos el que da a la nave central no tiene capitel sino una cornisa sobre los demás capiteles y que actúa como zócalo del resto de elementos verticales que van a unirse a los arcos y nervios de la bóveda. Con esto se logró una unidad de los complejos soportes sin perjudicar la integridad de cada parte.

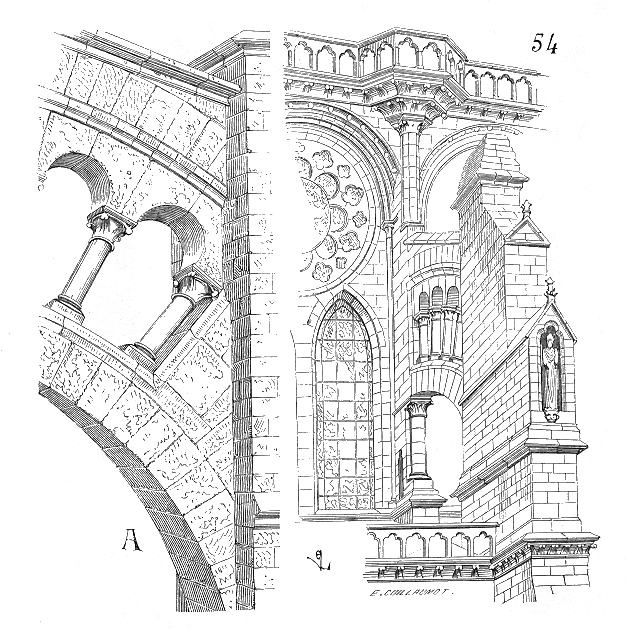
Grabado de un arbotante de Chartres según el Dictionnaire raisonné de l'architecture française du XIe au XVIe siècle de Eugène Viollet-le-Duc.

La otra novedad es el empleo de un tipo de arbotante totalmente desarrollado. Salvo los superiores, añadidos después de la construcción original, los inferiores son dobles unidos por columnillas radiales. Estos se unen a los contrafuertes externos, muy gruesos en la base y que se complementan con los contrafuertes internos, ocultos bajo el techo de las naves laterales.

### Los vitrales de Chartres
Las vidrieras medievales de Chartres son célebres por el intenso y bello color azul empleado. Especialmente famoso es la llamada Ventana de la Virgen Azul (Notre Dame de la Belle Verrière), de principios del siglo XIII que representa a la Virgen con el Niño. De los 186 vitrales originales se conservan 152 (aproximadamente un 80 por ciento), ya que en 1753 se sustituyeron algunos de ellos por parte del obispado que pretendía modernizar la catedral.  

### La fachada occidental

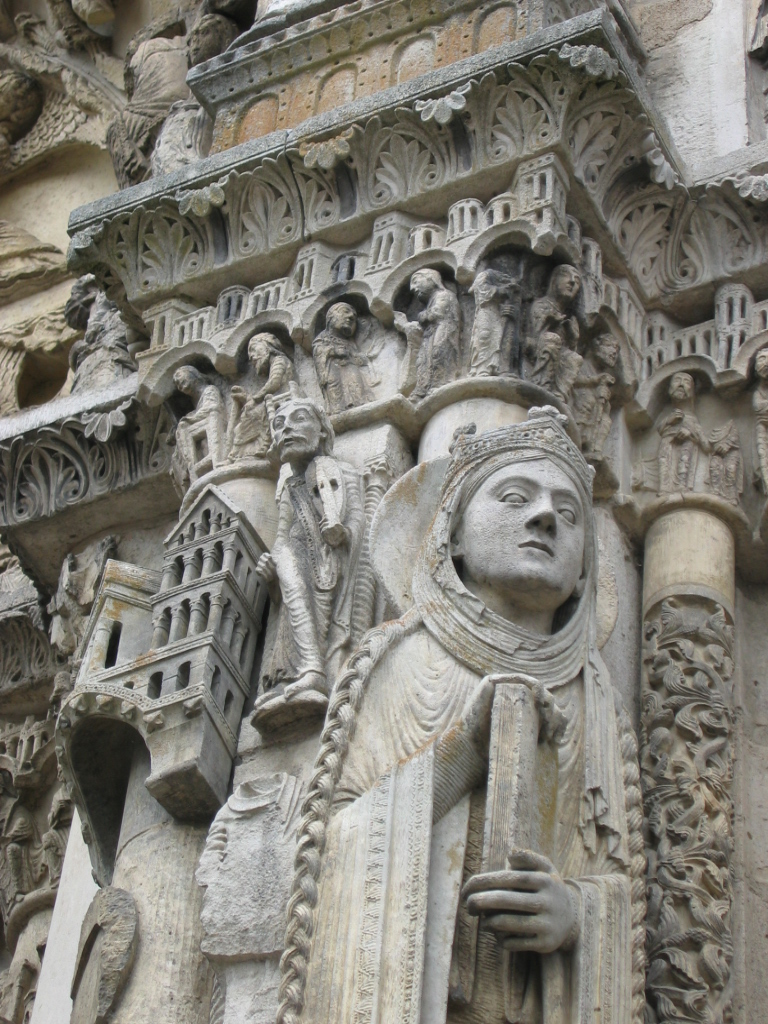
Detalle del Pórtico Real, bordeando la entrada central: reina de Judá (copia).

La fachada principal es fruto de diversas intervenciones a lo largo del tiempo. Del incendio se salvaron la torre sur y la base de la norte, los tres portales y los ventanales que hay encima.
El maestro de Chartres desmontó el muro superviviente y lo desplazó hacia delante y añadió el gran rosetón y la galería de los reyes sobre este. Al aumentarse la altura de la fachada las dimensiones de la torre sur en proporción al resto de la fachada cambiaron notablemente, por lo que cuando se construyó la torre norte o Clocher Neuf, concluido en el año 1513 para equilibrar la composición impuesta por la primera torre, se estableció con una asimetría que crea un fuerte dinamismo visual. Este se realizó en estilo flamboyant (flamígero francés), en tanto que la torre sur eleva su magnífica flecha, de un solo trazo, directamente hacia el cielo.
El rosetón muestra en sus vitrales a Cristo juez en el Juicio Final rodeado por los cuatro evangelistas y ángeles. En los círculos externos ángeles trompeteros y escenas de resurrección, Infierno y Paraíso. 

#### El Pórtico Real
El Pórtico Real es anterior a la reconstrucción del edificio en el siglo XIII. Uno de los pocos elementos que sobreviven al gran incendio de 1194, data de los años 1145-1150, construido para la anterior catedral románica. Tiene forma de embudo, lo que posteriormente sería una norma común para las catedrales góticas. El pórtico fue integrado en la nueva catedral construida después del incendio del año 1194.
Habiendo llegado casi intacto a nosotros, forma parte de la fachada occidental, que consta de tres ventanas ricamente decoradas. Esta composición tripartita tiene una clara influencia de fachada armónica de ascendencia anglo-normanda. De estructura innovadora, este triple portal con estatuas laterales, con tímpano, dintel y esculturas esculpidas tiene una importante influencia arquitectónica pues fue repetida en numerosas catedrales góticas (Le Mans, Angers, pórticos norte y sur de Bourges, estatuas-columnas de Rochester y Sangüesa). Situada como bisagra entre el arte románico y el gótico, probablemente fue realizado por los mismos escultores que el portal de la basílica de San Dionisio. Destaca por la gran calidad de sus esculturas.

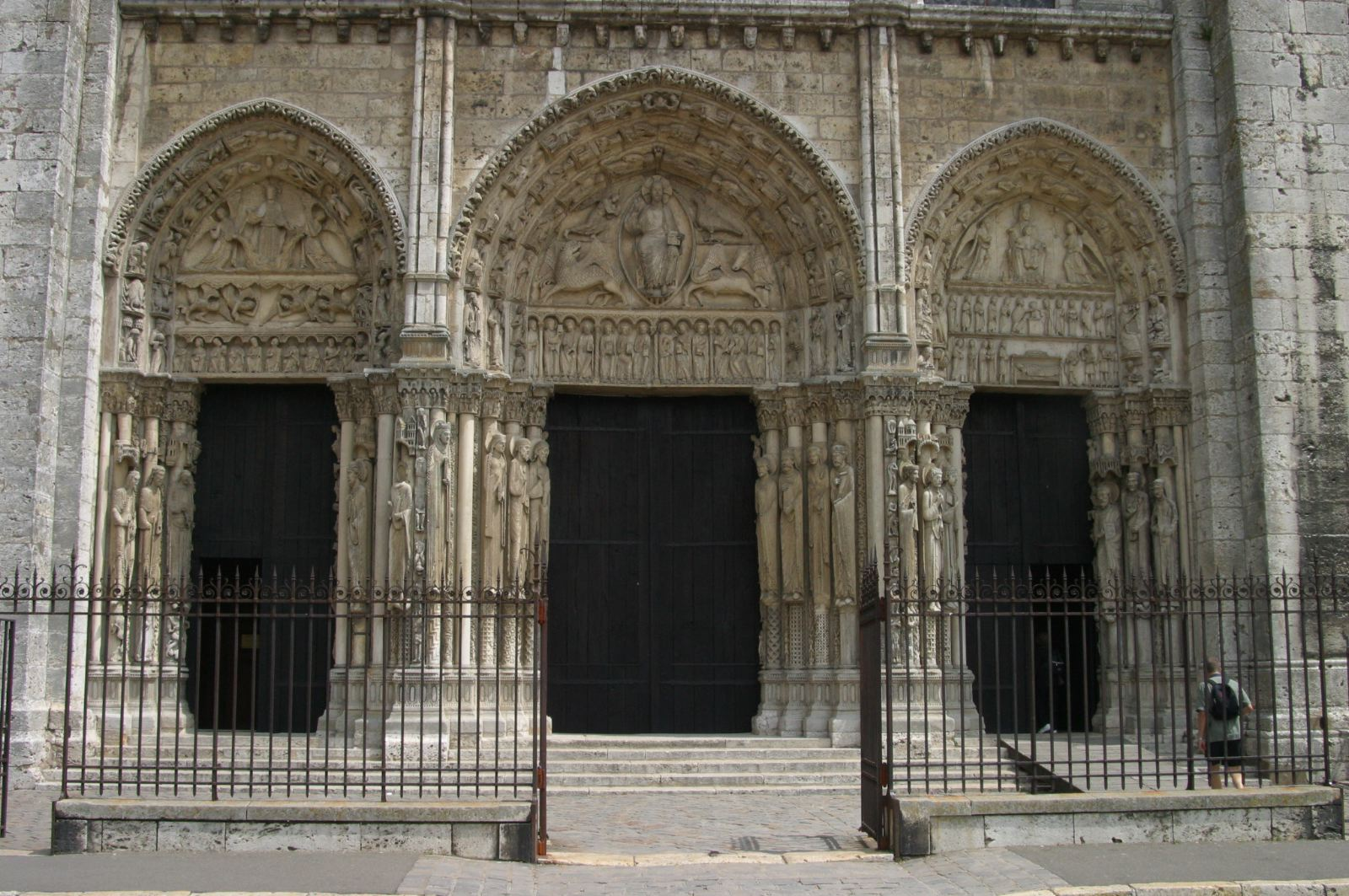
La fachada occidental (Portail royal)

Abierto al parvis (la amplia plaza frente a la catedral donde se celebraban los mercados), las dos puertas laterales habrían sido el primer punto de entrada para la mayor parte de los visitantes de Chartres, como lo es hoy en día. La puerta central sólo se abre para la entrada de procesiones en las principales festividades, de las cuales la más importante es el Adventus o instalación de un nuevo obispo. La apariencia armoniosa de la fachada es resultado, en parte, de las proporciones relativas de los portales central y laterales, cuya anchura guarda la proporción 10:7 – una de las aproximaciones medievales más comunes a la raíz cuadrada de 2.
Además de su función básica de proporcionar una entrada al interior, los pórticos son el lugar principal para las imágenes esculpidas en una catedral gótica y es en esta fachada occidental de Chartres donde esta práctica comenzó a desarrollarse como una summa visual o enciclopedia de conocimiento teológico. Cada uno de los tres portales se centra en un aspecto diferente del papel de Cristo; su encarnación terrenal a la derecha, la segunda llegada a la izquierda y su aspecto eterno en el centro.
Las esculturas y relieves están inspirados en los del pórtico oeste de la basílica de Saint-Denis, que fueron destruidos durante la reforma. Aunque las partes superiores de los tres portales son tratados separadamente, dos elementos escultóricos recorren horizontalmente por la fachada, uniendo sus diferentes partes. Las más vistosas son las esculturas de las jambas, que representan un ciclo narrativo sobre la vida de Cristo y fijadas a las columnas que flanquean las puertas: altas, delgadas, de reyes y reinas de donde deriva el nombre de Portail royal. Casi con seguridad representan a los reyes y las reinas del Antiguo Testamento: otro rasgo iconográfico habitual de los portales góticos. Las figuras son básicamente simbólicas. Muestran una expresión serena, distinta a la severidad habitual en el románico precedente. Las figuras reales tienen una estatura menor, pero aun así casi igual que las figuras bíblicas, simbolizando una relación de parentesco entre la realeza y la divinidad.
En los tres ventanales se muestra la Pasión y Resurrección en la izquierda, la Encarnación en la central y a Jesé padre de David en la derecha.
Las tres entradas vienen precedidas por un tramo de escalera de cinco peldaños y están unificadas por un largo friso intrincadamente tallado que, recorriendo la fachada de capitel en capitel entre las estatuas-columnas y los tímpanos, relata la vida de Cristo con docenas de pequeñas figuras repartidas en treinta y seis escenas. Este friso se lee de derecha a izquierda yendo del portal central al nuevo campanario, luego de izquierda a derecha yendo del portal central al campanario antiguo. Tallados en estos capiteles está una larga narración que relata la vida de la Virgen y la vida y pasión e Cristo.
El programa iconográfico combina escenas del Antiguo y el Nuevo Testamento, asociando así los precursores de la Cristiandad —el pueblo judío– con el cumplimiento de la promesa, formulado según el dogma cristiano. Los tres tímpanos proclaman los misterios de la Fe. Representan respectivamente de izquierda a derecha, según la común interpretación: la Ascensión, la Parusía y la Encarnación.

##### Portal central

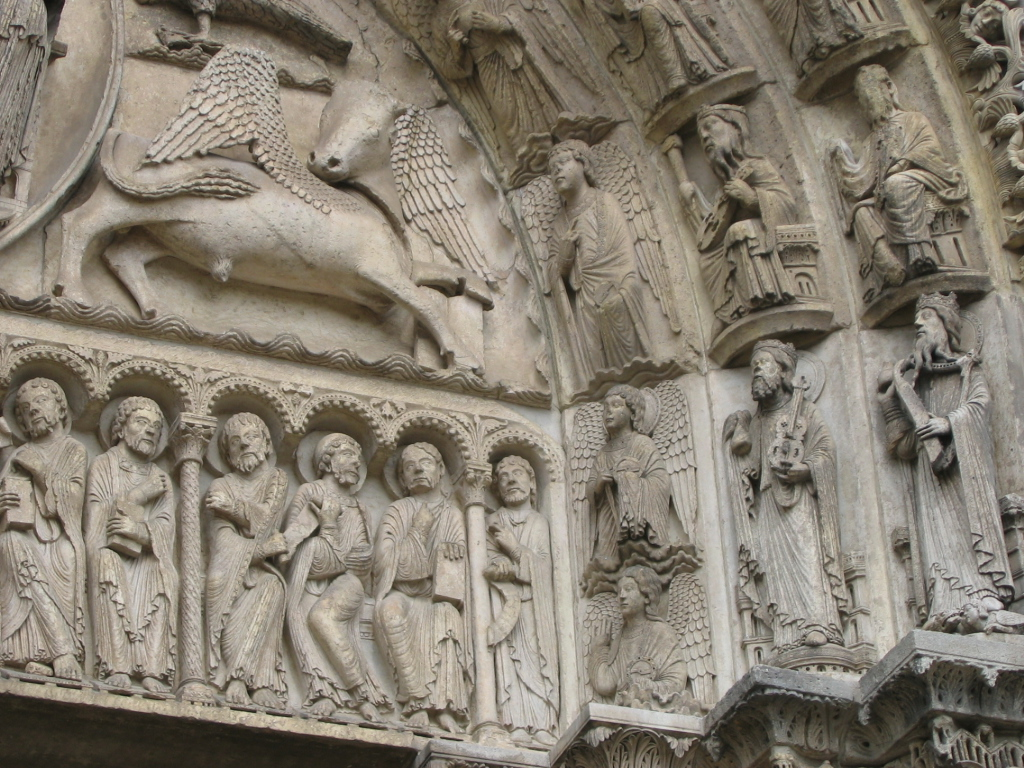
Portal central

El portal central es una representación, más convencional que los laterales, del Juicio Final tal como se describe en el cuarto capítulo del Apocalipsis. En el centro del tímpano está Cristo Pantocrátor enmarcado en una mandorla rodeado por los cuatro símbolos de los evangelistas (el tetramorfos). El friso del dintel representa a los doce apóstoles, así como dos personajes, quizá los profetas Elías y Enoc. Las arquivoltas muestran una compañía celestial que glorifica a Cristo: los ángeles con astrolabios y a los veinticuatro patriarcas del Apocalipsis sosteniendo en sus manos potes de perfume e instrumentos musicales. En la parte superior, dos ángeles sostienen una corona sobre la cabeza de Cristo.
Las estatuas-columnas que sostienen el tímpano representan a David, Salomón, la Reina de Saba, tal vez a Isaías o Ezequiel. La decoración que rodea las estatuas representa los últimos destellos del estilo románico: está compuesto por entrelazados, columnillas y hojas de acanto que reflejan influencias meridionales.

##### Portal izquierdo
El pórtico izquierdo es más enigmático que el derecho, y los historiadores del arte aún discrepan sobre la identificación correcta. Está dedicado a la ascensión de Cristo (o tal vez su segunda venida). El tímpano muestra a Cristo en una nube sostenido por dos ángeles. Si es una representación de la ascensión de Cristo, las figuras en el lintel inferior, con libros y pergaminos, representarían a los apóstoles como testigos de este acontecimiento. Los que ven en esta escena la parusía o segunda venida de Cristo, esas figuras podrían ser bien los profetas que lo previeron o quizá los «hombres de Galilea» mencionados en Hechos, 1:9-11. En el friso superior, el que queda entre Cristo y las diez figuras antedichas, hay cuatro ángeles cantores cuya presencia, descendiendo de una nube y aparentemente gritando a los que quedan debajo, parecería apoyar la segunda interpretación. Las dos arquivoltas muestran los símbolos del zodiaco y labores relativas a los doce meses, temas comunes en el románico francés, una referencia estándar a la naturaleza cíclica que aparece en muchos portales góticos.

##### Portal derecho
El pórtico derecho muestra la misma estructura. Su tema es la pureza de María y su dignidad como madre de Cristo. En el tímpano figura la Virgen con el niño entronizada entre dos ángeles, en la postura Sedes sapientiae. En el momento de su construcción esta representación era una novedad ya que el tema central había estado siempre dedicado a Cristo. La arquivolta superior muestra la Presentación en el Templo, con la Virgen, Simeón y otras figuras. La arquivolta inferior narra la Anunciación, Visitación, Natividad y Anunciación a los pastores cuidando sus rebaños, algo inusual; mostrar hombres comunes entre las figuras divinas.
Las arquivoltas están decoradas con ángeles la interior y la exterior, como un recordatorio de los gloriosos días de la escuela de Chartres, con las siete artes liberales (y dos símbolos zodiacales que no cupieron en el lado izquierdo) combinadas con autores y filósofos clásicos más relacionadas con ellas.
Los capiteles de esta puerta muestran escenas de la Pasión, la entrada a Jerusalén, la Última Cena, la Sepultura y el Duelo de las mujeres. Es hoy en día la entrada habitual a la catedral, por el lado occidental.

### El transepto
El transepto es ancho aunque sobresale poco de la nave principal. La escultura de las dos portadas del transepto, que son triples, se realizaron de manera escalonada entre 1200 y 1245, siendo la más antigua la fachada Norte (1200-1210). Sus fachadas constan de sendos rosetones, el del lado norte describe la glorificación de la Virgen y el del lado sur la glorificación de Jesucristo. Estos se asientan sobre hileras de cinco ventanas sobre tres pórticos, siguiendo las proporciones de la fachada principal y aumentando el efecto de unidad arquitectónica. En un principio se pensó en abrir en ellas simples aberturas pero al final se dotaron de tres profundos pórticos ricamente esculpidos y de dos torres en cada una que quedaron sin concluir. El modelo de rosetones está copiado directamente de Laon pero los pórticos triples son exclusivos de Chartres.

### La fachada norte

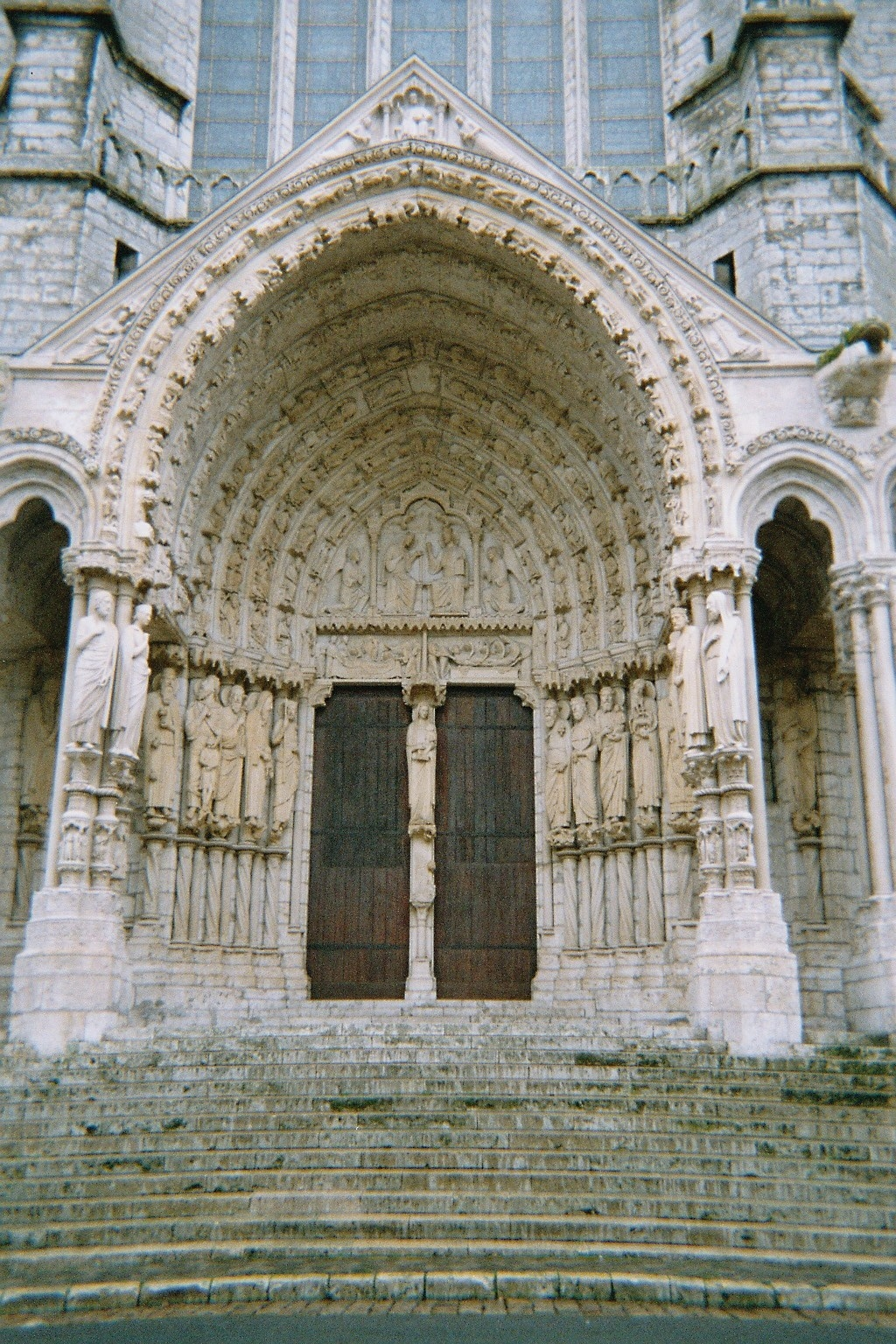
Pórtico norte.

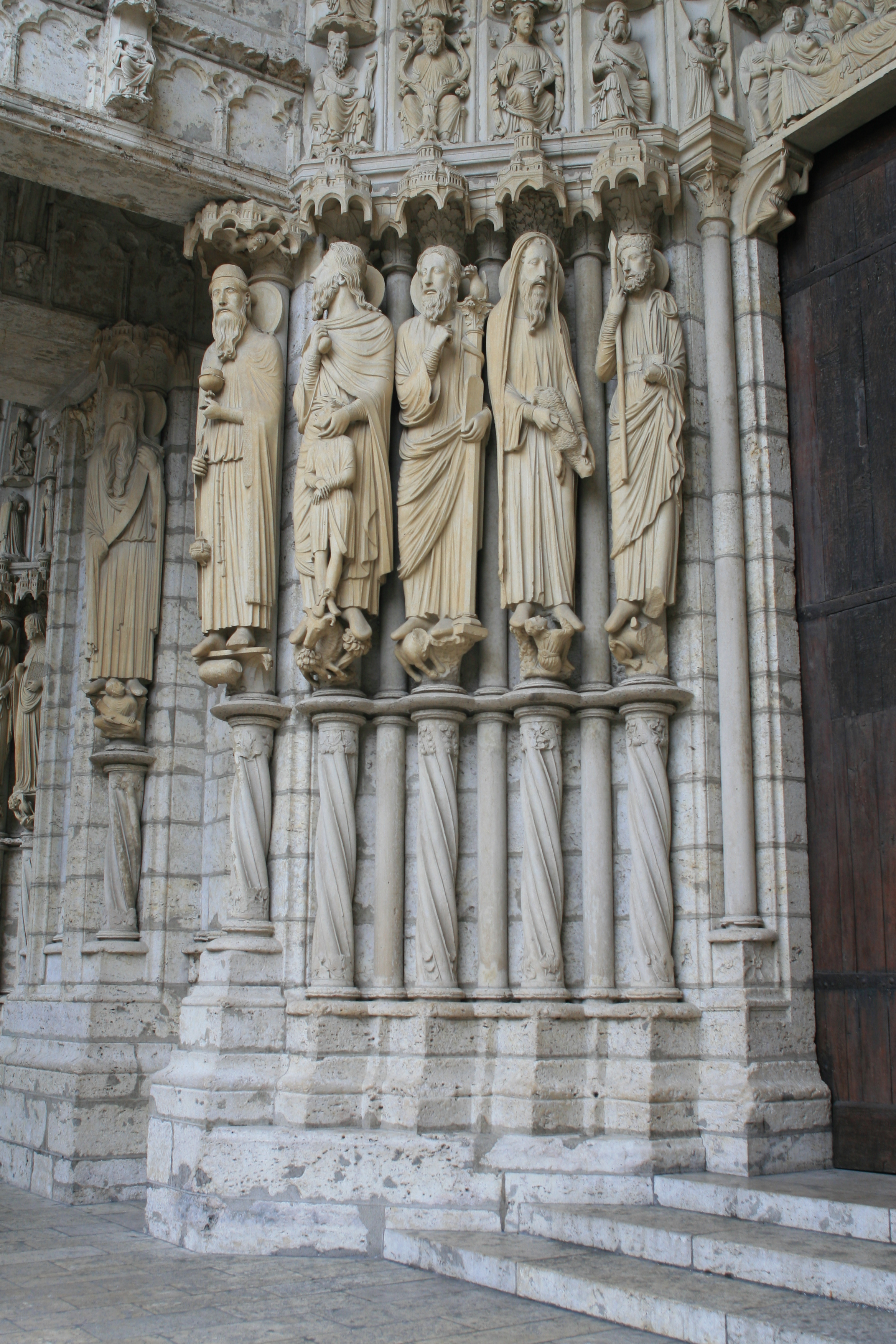
Detalle del pórtico norte, mostrando a Melquisedec, Abraham, Moisés, Samuel y David

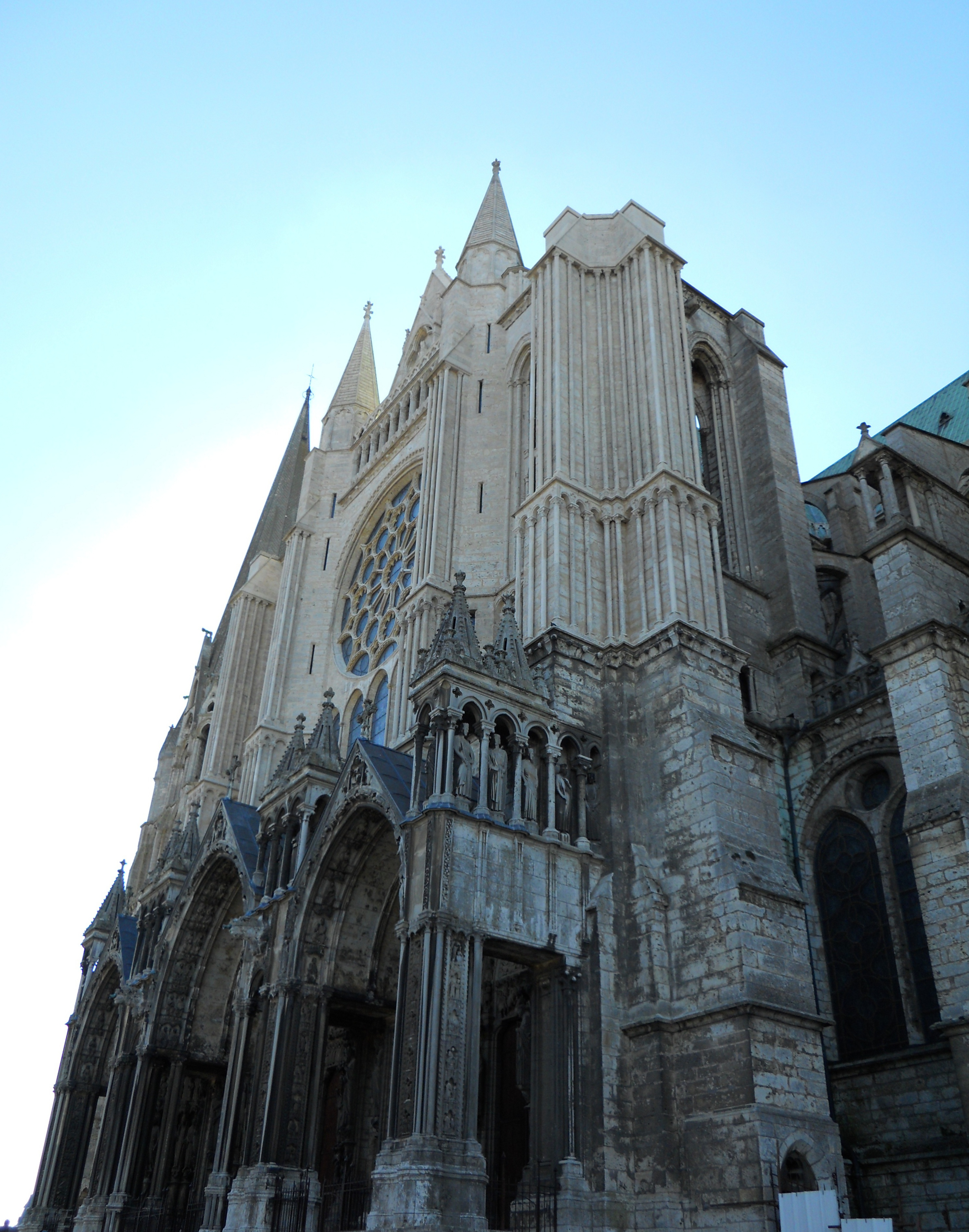
Fachada norte

En el lado norte el pórtico central muestra la Coronación de la Virgen María con figuras de profetas y santos. La Virgen es representada como reina de los Cielos a la derecha de Cristo también coronado como soberanos celestes, inclinando la cabeza, y bendiciendo a María. Esta exaltación mariana viene resaltada por el baldaquino trilobulado y los ángeles que la rodean, que portan incensarios,prestando oración y rodeados por una arquería que simboliza el palacio celeste. Ambas figuras son de igual tamaño y ocupan lugares de igual importancia. La Virgen se convierte aquí en un símbolo de la Iglesia vinculada a la monarquía, debido a la financiación de los Capeto. Esta es la razón de la suma de las referencias a la monarquía.
En el dintel existe la influencia de la Catedral de La Notre Dame de Senlis, que consiste en dos temas ideados en la misma: la Dormición, a la izquierda, con apóstoles y el mismo Jesús, que acuden a recibir el alma de María, la cual posee forma de niño, y su Resurrección, en el lado opuesto, donde se presencia claramente cómo un grupo de ángeles recoge su cuerpo para unificarlo a su alma en el Reino de los Cielos. La importancia de María y el culto mariano, llevan a ensalzar a sus antepasados también, como el caso de Santa Ana, representada en el parteluz.
Aunque no hay en los Evangelios narración alguna sobre la resurrección de la Virgen existe una tradición que es frecuentemente representada a partir del inicio del culto mariano en la Edad Media. El obispo Fulberto era ferviente creyente de esta tradición por lo que el suceso se narra con frecuencia en Chartres.
En el parteluz figura una imagen tridimensional de Santa Ana con la Virgen niña en brazos, con un manto de pliegues realistas y blandos, y cabeza tridimensional (en la actualidad dañada y sin cabeza). Esta figura fue añadida probablemente a raíz de la cesión a la catedral de la reliquia de la cabeza de Santa Ana, traída de Constantinopla en 1204, aproximadamente la fecha cuando se inició el pórtico, por lo que se reservó a esta efigie un lugar de honor. Debajo hay una imagen de su marido, San Joaquín contemplando su rebaño de ovejas mientras el arcángel San Gabriel le anuncia el embarazo de Ana. La historia de Santa Ana y San Joaquín es apócrifa pero tuvo gran difusión desde que fue recogida en la Leyenda Dorada por Santiago de la Vorágine.
La segunda arquivolta representa figuras que se cree son profetas del Antiguo Testamento, mientras que la tercera y la cuarta muestran los antepasados del linaje de María. La última arquivolta muestra profetas con libros y pergaminos. En los relieves alrededor del arco se narra la creación y caída del hombre.
En las jambas hay estatuas del Antiguo y Nuevo Testamento, que se corresponden con las de los doce apóstoles del lado sur. Muestran profetas del Antiguo Testamento que dan testimonio del compromiso entre Cristo y su iglesia: Melquisedec, Abraham, Moisés, Samuel, David, Isaías Jeremías, Simeón, San Juan Bautista y San Pedro. Las estatuas tienen rostros ovalados y son más realistas que en la entrada oeste.
El pórtico izquierdo está dedicado a la Natividad y la Anunciación, tema que es también tratado en la entrada oeste. El portal derecho se dedica a los trabajos de Job en el tímpano, probablemente en referencia a las dificultades que tuvo que atravesar la Iglesia en el siglo XIII. Las arquivoltas representan a Sansón, Gedeón, Esther y Judit venciendo a los enemigos que simbolizan las amenazas que pesan sobre la Iglesia. Son célebres la figura llamada la Santa Modesta, una imagen femenina con una sonrisa seductora y una figura que representa a un gordo Salomón en el pórtico derecho.
Las vidrieras del rosetón muestran en su centro la Glorificación de María con ángeles y el Espíritu Santo. En el círculo externo figuran reyes y profetas del Antiguo Testamento. Fue donado por la reina Blanca de Castilla en 1230, por lo que muestra en las enjutas debajo de este las armas de Francia y de Castilla alternadas. En los cinco ventanales se muestran dos figuras en cada uno: Melquisedec y Saúl, David y Jeroboam, Santa Ana y la Virgen Niña sobre las armas de Francia, Salomón y Nabucodonosor y por último Aarón y el faraón. La cubierta de los pórticos está decorada con bajorrelieves con un patrón cuatrifoliados en arcos trifoliados.
Este portal fue concluido hacia 1270 y cuenta con unas 700 piezas esculpidas. En este portal es posible apreciar la evolución estilística entre la escultura del siglo XII y la del XIII, aquí las esculturas están más evolucionadas que las de la fachada occidental, con vestiduras que caen de forma más natural y los rostros son más espontáneos y realistas. Las cabezas de algunas figuras son demasiado grandes pero los cuerpos son menos rígidos y más proporcionados que en la entrada principal.
Contiene dos torres alrededor de la nave principal que significan que existen dos campanales para los inicios de la misa con un aspecto totalmente gótico con una cruz de tipo latina en la pinta de cada una, mantiene los elementos del gótico medieval en la planta de 3 naves basilical, arquería ojival que genera bóveda nervuda de crucería.
En el crucero existe un tambor octogonal cubierto con cúpula ojival. En la fachada mantiene un tímpano triangular, rosetón de vidrios catedrales de colores y las puertas y ventanas con arcos ojivales y arquivoltas descendentes.

### La fachada sur
El pórtico sur es un regalo del conde Pierre Mauclerc, de la familia real. Este pórtico introduce nueva iconografía al estilo de Chartres. El portal central muestra el Juicio Final con esculturas de los apóstoles en las jambas. En el dintel sobre la puerta hay un friso con una visión del Apocalipsis, con el Cielo y el Infierno.
Es la primera vez en la iconografía religiosa que se narran el Juicio Final y el Apocalipsis conjuntamente. Hasta entonces ambos temas habían sido tratados siempre de forma independiente pese a estar estrechamente relacionados. Cristo es representado en el tímpano con rasgos amables y humanos en el juicio final, esta figura es conocida como el Beau Dieu.
La escena es en general tratada por el escultor de forma que inspira compasión divina, muy diferente a otras representaciones anteriores en las que se intenta resaltar el sufrimiento para inspirar temor a la ira de Dios. Tradicionalmente se hubiesen representado a los cuatro apóstoles tanto en el Juicio Final como en el Apocalipsis pero al unir ambas escenas estos quedaron excluidos de los relieves, por lo que son representados en las jambas del portal en estatuas de mayor tamaño.
Esto deja un espacio disponible en los relieves que es ocupado por la Virgen, a la derecha de Cristo, y por el Juan el apóstol que ruegan a Cristo por las almas de los juzgados aumentando la sensación de compasión en el conjunto. Ambas figuras son del mismo tamaño que Jesús, lo cual para algunos teólogos de la época daba una imagen demasiado humanizada de Cristo. Esta equiparación de tamaño se cree que puede simbolizar el poder de intercesión de la Virgen y de San Juan, que había sido establecido ya desde los tiempos de la primera iglesia bizantina.
El pórtico izquierdo está dedicado a los mártires de la Iglesia, con el martirio de San Esteban como escena central en el tímpano. Son célebres en este pórtico las figuras de San Jorge y San Teodoro, en las que contrasta el aspecto anciano y adusto del primero con el rostro joven y bello del segundo.
El portal derecho se conoce como el Portal de los Confesores. Este se contrapone al izquierdo; mientras que los mártires dan testimonio de Dios con su muerte los confesores lo hacen con su vida. Tanto unos como otros serán admitidos en el Paraíso el día del Juicio Final que se narra en el centro.
Los vitrales son de la misma época que los del lado norte y muestran la Glorificación de Cristo en el rosetón con los evangelistas y ángeles y en el círculo externo los patriarcas del Apocalipsis y las armas de los donantes de la vidriera (no tiene enjutas). En los ventanales muestra a los cuatro evangelistas en la parte superior de cada ventana lateral (Lucas, Mateo, Juan y Marcos de izquierda a derecha) sobre los profetas Isaías, Jeremías, Ezequiel y Daniel (en el mismo orden). En la ventana central figura la Virgen con el Niño.

### La cabecera

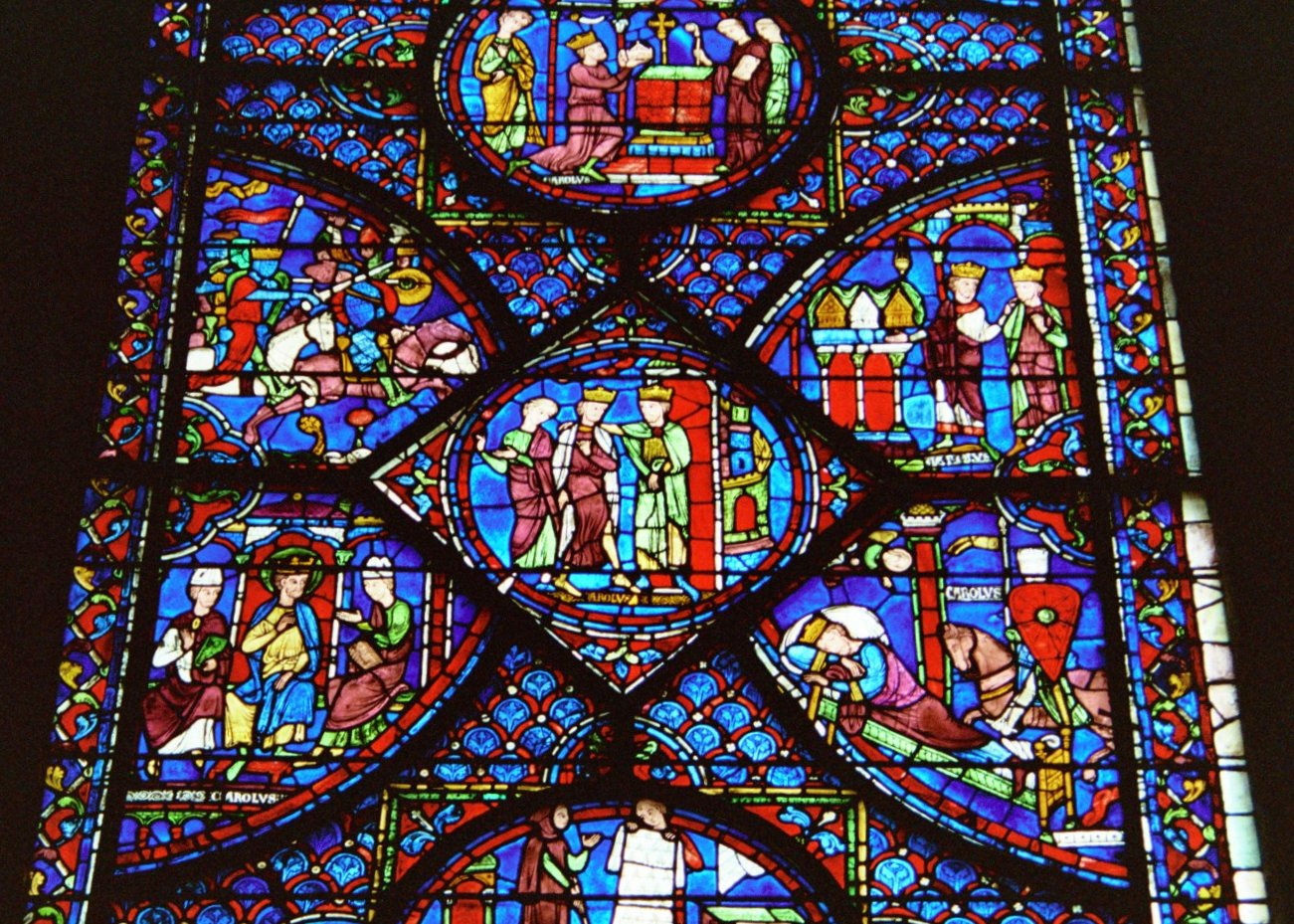
Vitral.

El coro, situado al este, es de cinco naves. El principal problema al que se enfrentó el arquitecto fue la unión armónica con la cabecera ya que la distancia que separa los pilares al rodear el presbiterio debe ser forzosamente menor lo que produce una discontinuidad rítmica. Para ello el maestro optó por emplear ventanas simples, en sustitución de las dobles con rosetón de la nave principal, y reducir a la mitad el intercolumnio.
El deseo del cabildo de aprovechar los cimientos románicos complicó el diseño de la cabecera, construyéndose tres capillas profundas sobre las románicas y otras cuatro intercaladas y menos profundas. Al igual que en las fachadas del transepto, en el coro hay dos torres inacabadas, una a cada lado.
El coro está separado de la girola por un muro decorado con un conjunto de cuarenta grupos escultóricos que suman doscientas estatuas realizadas por Jehan de Beauce a comienzos del siglo XVI en estilo renacentista y que narran escenas de la vida de Jesús y de la Virgen.

### La cripta
La cripta de Chartres es enorme, la más grande de Francia y una de las mayores de la cristiandad tras San Pedro de Roma y la Catedral de Canterbury. Aquí se pueden apreciar los restos de construcciones anteriores sobre los que se asienta la actual catedral que conforman dos criptas concéntricas. Los restos de la iglesia edificada en tiempos carolingios conforman la base del coro y la girola. Se han realizado excavaciones que muestran restos que se remontan a la época romana.
La cripta conserva frescos del siglo XII, además de otras piezas expuestas. Se exhibe una reproducción de una imagen de la Virgen destruida durante la Revolución; Notre Dame Sous-Terre (Nuestra Señora del Subsuelo), una virgen negra, tal vez una figura precristiana atribuida a la Virgen. En una capilla de la cabecera se encuentra el pozo de los Saints-Forts, nombre que se deriva del latín locus fortis o sitio fuerte. Según la tradición en 858, durante el saqueo de la ciudad por parte de los normandos, fueron arrojados a este pozo las reliquias de San Altin y San Eodaldo, evangelizadores de la ciudad en el siglo III.
También se exponen en la cripta diversas piezas como los originales de algunas estatuas retiradas de los portales y que han sido sustituidas por copias para garantizar su conservación.

### Otros elementos

Fachada sur.

Aunque la mayoría de la imaginería original se ha perdido (el retablo de la crucifixión se destruyó en el siglo XVIII), la fachada occidental, llamada el Pórtico Real, es especialmente importante gracias a una serie de esculturas de la mitad del siglo XII; la portada principal contiene un magnífico relieve de Jesucristo glorificado; la del transepto (o nave transversal) meridional (c. 1224-1250) se organiza en torno a unas imágenes del Nuevo Testamento, que narran el Juicio Final; mientras que el pórtico opuesto, situado en el lado norte, está dedicado al Antiguo Testamento y al advenimiento de Cristo y destaca por la impresionante calidad del grupo escultórico dedicado a la Creación.
Uno de los elementos más famosos de la catedral es el laberinto trazado sobre el pavimento que data de 1205. Es un alicatado circular de 13 metros de diámetro situado en el eje de la nave central en el que baldosas blancas y negras forman un estrecho sendero con múltiples circunvoluciones que conducen al centro. Parece ser que en este círculo central existió una placa de bronce o latón con las figuras de Teseo, Ariadna y el Minotauro. Ésta fue retirada y fundida durante la Revolución francesa para fabricar cañones. En la Edad Media existían numerosas iglesias con laberintos de este tipo que han ido desapareciendo en épocas posteriores. El sendero del laberinto representaba una peregrinación simbólica que el peregrino debía recorrer a pie o de rodillas hasta la roseta central. Las medidas y trazado de este tipo de laberintos tiene un profundo y complejo simbolismo numerológico y filosófico que tiene su origen al parecer en conocimientos esotéricos con origen en Oriente. El laberinto tiene once círculos concéntricos y tiene la particularidad de tener casi el mismo diámetro que el rosetón oeste y de distar del umbral de la entrada casi la misma longitud que la altura de este, por lo que si la fachada se extendiera sobre el suelo interior, el rosetón coincidiría con el laberinto, formando un símbolo parecido a una vésica.